# Didier La Torre
Didier Jeanpier La Torre Arana (Lima, 21 maart 2002) is een Peruviaans voetballer die in Nederland als middenvelder voor FC Emmen speelde.

## Carrière
Didier La Torre speelde in de jeugdopleidingen van Sport Boys en Alianza Lima. Van 2019 tot 2020 speelde hij in het tweede elftal van Alianza. Hij debuteerde in het eerste elftal op 25 november 2020, in de met 1-0 verloren uitwedstrijd tegen Club Carlos A. Mannucci. In januari 2021 vertrok hij naar FC Emmen, waar hij een contract tot medio 2023 tekende. Hij debuteerde in de Eredivisie op 31 januari 2021, in de met 2-0 verloren uitwedstrijd tegen Willem II. Hij kwam in totaal tot drie korte invalbeurten voor Emmen, wat naar de Eerste divisie degradeerde. Hierna werd zijn contract vroegtijdig ontbonden. In januari van 2022 sloot hij aan bij het tweede elftal van het Kroatische NK Osijek.

### Statistieken
| Seizoen                       | Club           | Land           | Competitie       | Competitie | Competitie | Beker | Beker | Internationaal | Internationaal | Totaal | Totaal |
| Seizoen                       | Club           | Land           | Competitie       | Wed.       | Dlp.       | Wed.  | Dlp.  | Wed.           | Dlp.           | Wed.   | Dlp.   |
| ----------------------------- | -------------- | -------------- | ---------------- | ---------- | ---------- | ----- | ----- | -------------- | -------------- | ------ | ------ |
| 2020                          | Alianza Lima   | Peru           | Primera División | 2          | 0          | –     | –     | 0              | 0              | 2      | 0      |
| 2020/21                       | FC Emmen       | Nederland      | Eredivisie       | 3          | 0          | 0     | 0     | –              | –              | 3      | 0      |
| 2021/22                       | NK Osijek II   | Kroatië        | 2. HNL           | 0          | 0          | –     | –     | –              | –              | 0      | 0      |
| Carrièretotaal                | Carrièretotaal | Carrièretotaal | Carrièretotaal   | 5          | 0          | 0     | 0     | 0              | 0              | 5      | 0      |
| Bijgewerkt op 9 februari 2022 |                |                |                  |            |            |       |       |                |                |        |        |